# 哈夫鎮區 (阿肯色州獨立縣)
哈夫鎮區（英語：Huff Township）是位於美國阿肯色州獨立縣的一個行政鎮區。

## 地方資料
哈夫鎮區的面積為44.74平方千米，當中陸地面積為44.74平方千米，而水域面積為0.00平方千米。根據2010年美國人口普查的數據，當地共有人口648人，而人口密度為每平方千米14.48人。